# Гаврилов Ігор Олександрович
Гаврилов Ігор Олександрович — український політик. 

## Життєпис
Народився 27 березня 1955 року у місті Києві.

### Освіта
У 1996 році закінчив Львівську комерційну академію.

### Кар'єра
У 1976—1981 роках працював на різних посадах у Київському політехнічному інституті.
Протягом 1981—1986 років — на різних посадах у Київському науково-дослідному інституті протипожежної оборони Міністерства внутрішніх справ СРСР. 
У 1986—1991 роках — на різних посадах в управлінні охорони при управліннях внутрішніх справ Києва і області.
У 1991—1992 рр. — на посаді референта Міжнародного фонду «Відродження».
У 1992—1997 роках — на посаді заступника директора з економіки Творчого об'єднання «Барва», м. Київ.
У 1997 році — редактор радіотелевізійних програм акціонерного товариства «Магнолія-ТВ».
У 1997—1998 рр. — журналіст, головний редактор програми телекомпанії «Гравіс», м. Київ.

## Політична діяльність
Народний депутат України 3-го скликання з березня 1998 до квітня 2002 від Партії зелених України, № 16 в списку. На час виборів: головний редактор програми телекомпанії «Гравіс» (місто Київ), член Партії зелених України (з травня 1998). 
Голова підкомітету з питань телекомунікацій, інформаційних систем і реклами Комітету з питань свободи слова та інформації (липень 1998 — лютий 2000), перший заступник голови Комітету з питань свободи слова та інформації (з лютого 2000).
Березень 2006 — кандидат в народні депутати України від Партії зелених України, № 37 в списку. На час виборів: тимчасово не працював, член Партії зелених України.